# Triumph Stag
Pour les articles homonymes, voir Triumph.
La Triumph Stag (grand cerf, en anglais) est une voiture de sport coupé 2+2 Targa cabriolet V8 du constructeur automobile britannique Triumph, produite en 3 versions MKI à  MKIII, à 25 877 exemplaires, entre 1970 à 1977.

## Histoire
Ce modèle de coupé anglais V8 (le premier de la marque) est une évolution des modèles Triumph TR6 (1969), Triumph Spitfire MkIV (1970), et Triumph GT6 (6 cylindres en ligne) de 1966, destiné, à l'origine, au marché des grosses cylindrées sportives américaines,. 

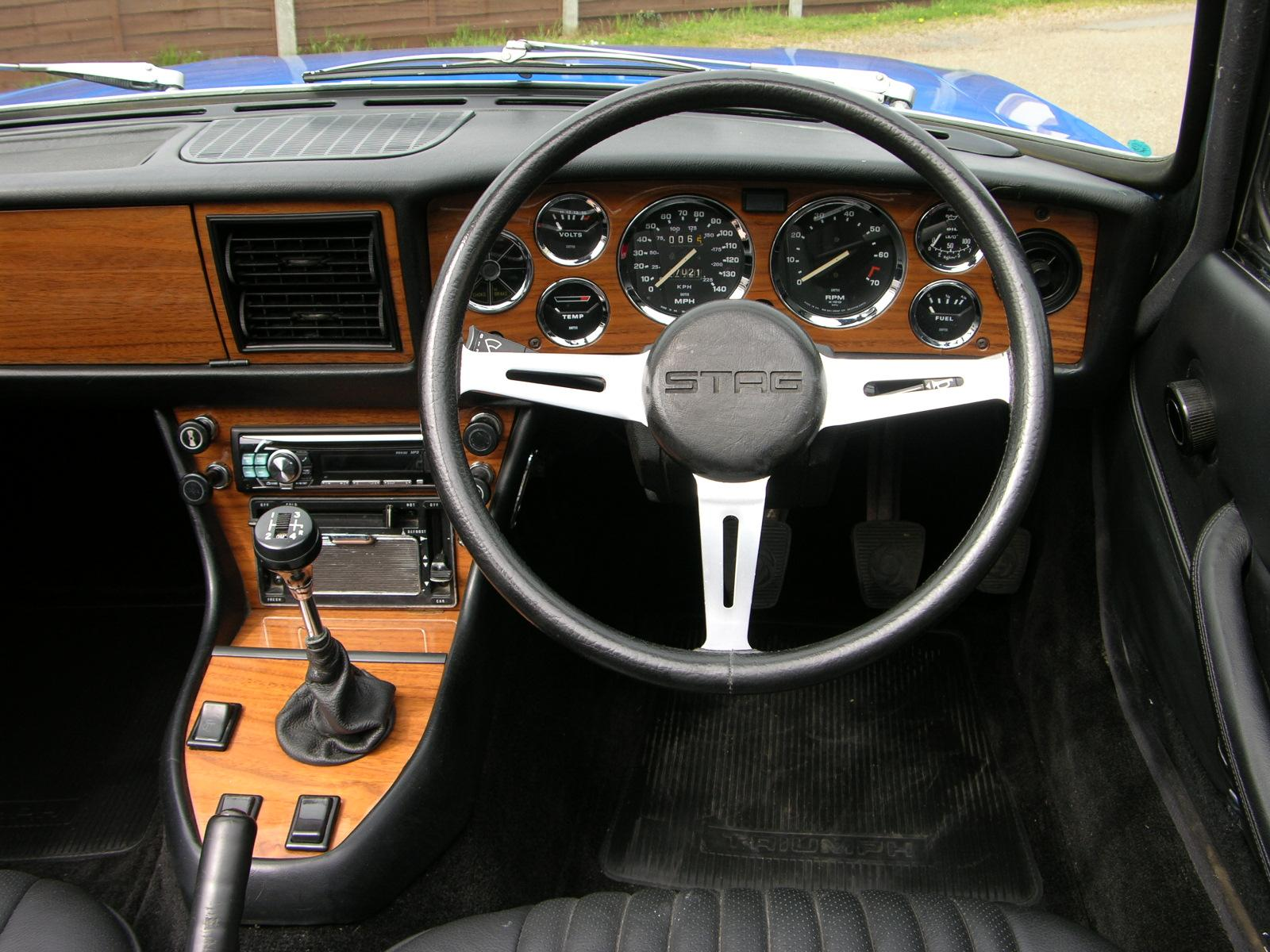
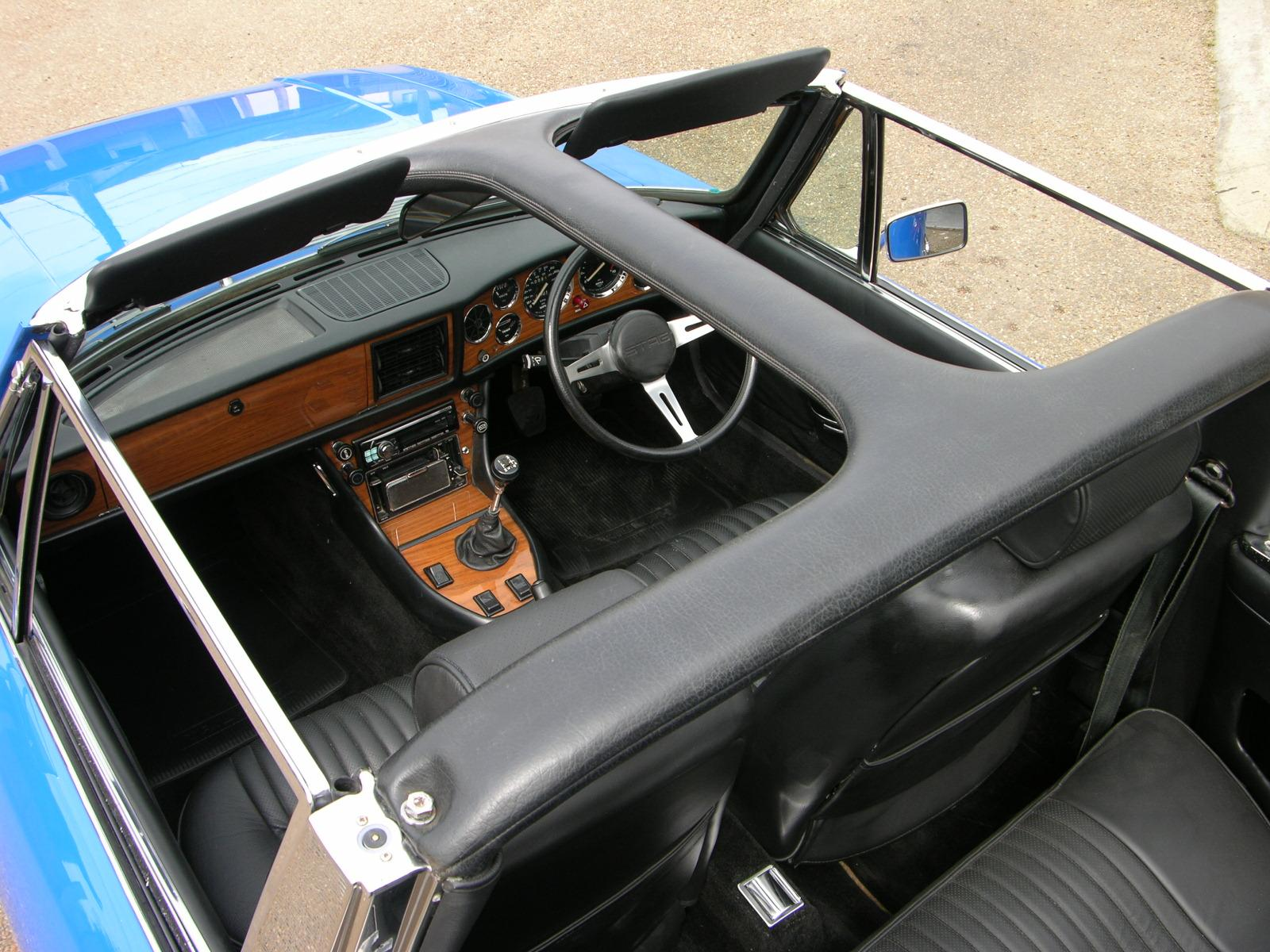
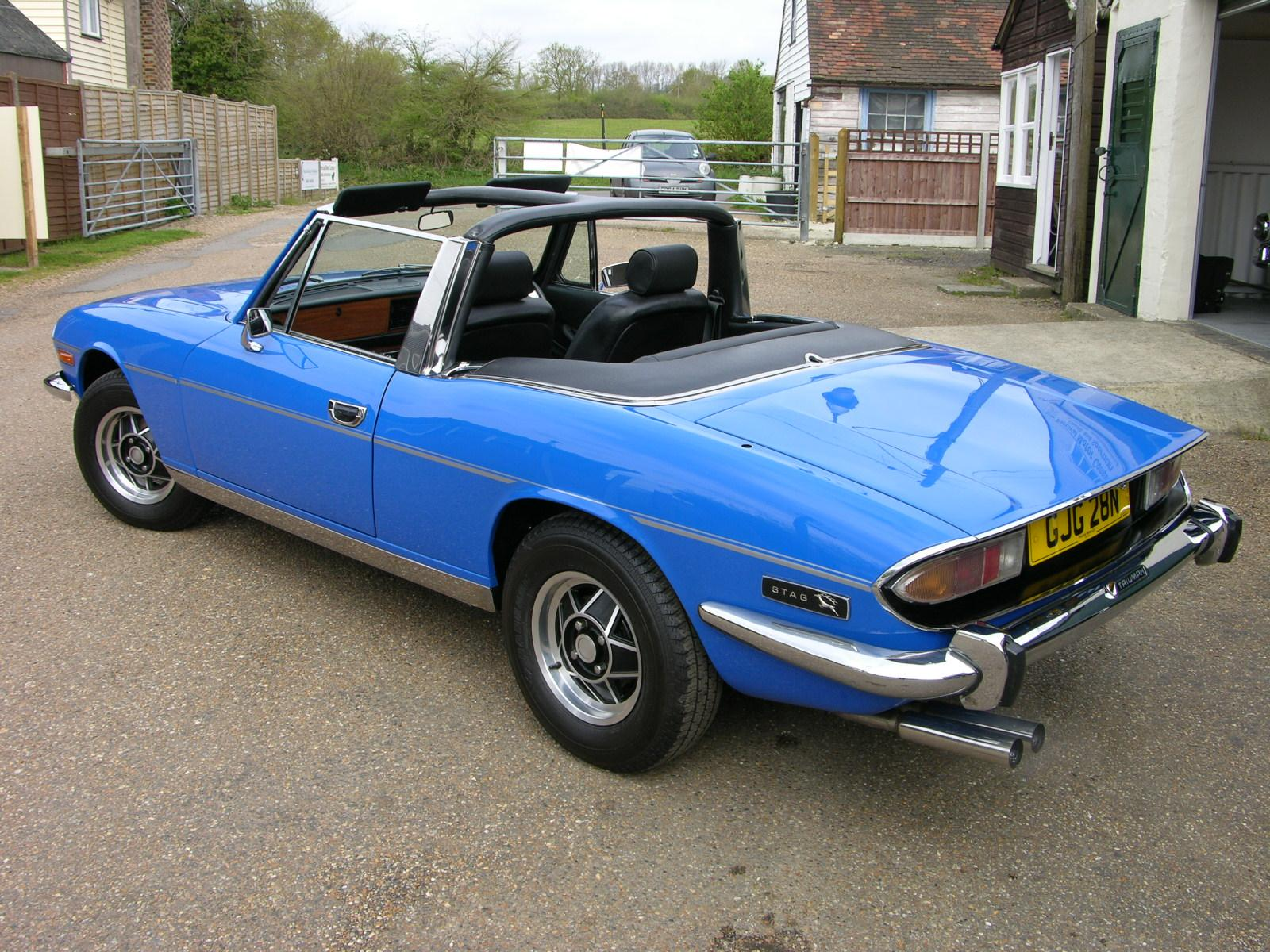

Elle est conçue par le chef-designer Triumph Henry George Webster et par le designer italien Giovanni Michelotti (précédents concepteurs des Triumph Spitfire), sur une base de Triumph 2500 de 1963, avec un arrière de Triumph Spitfire MkIV de 1970, un arceau de sécurité de type Targa (à l'origine de son surnom de « Targa anglaise ») et une option hardtop. Un prototype fastback (exposé à ce jour au Coventry Transport Museum) n'a jamais été produit en série.

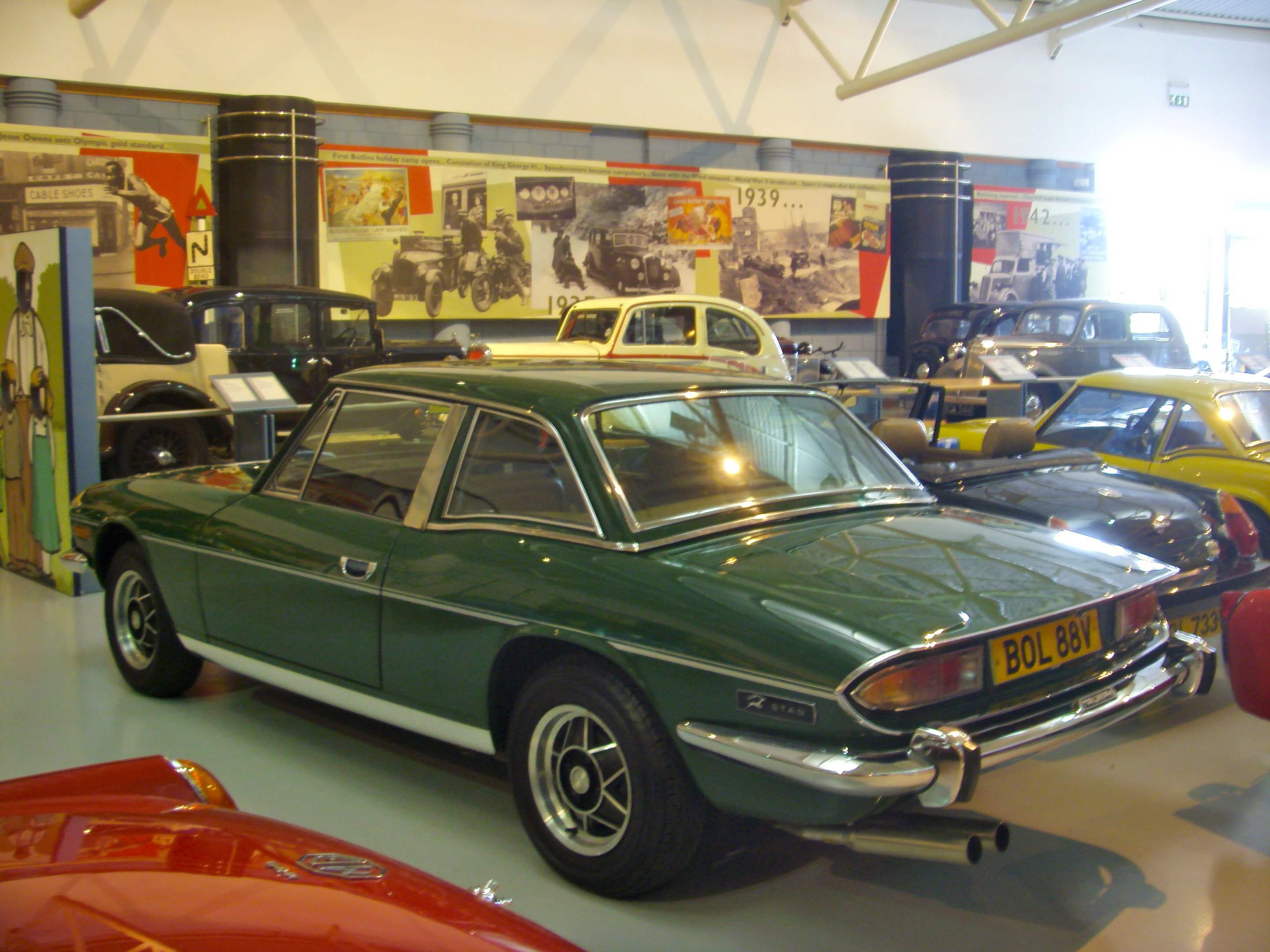
Musée Coventry Transport Museum
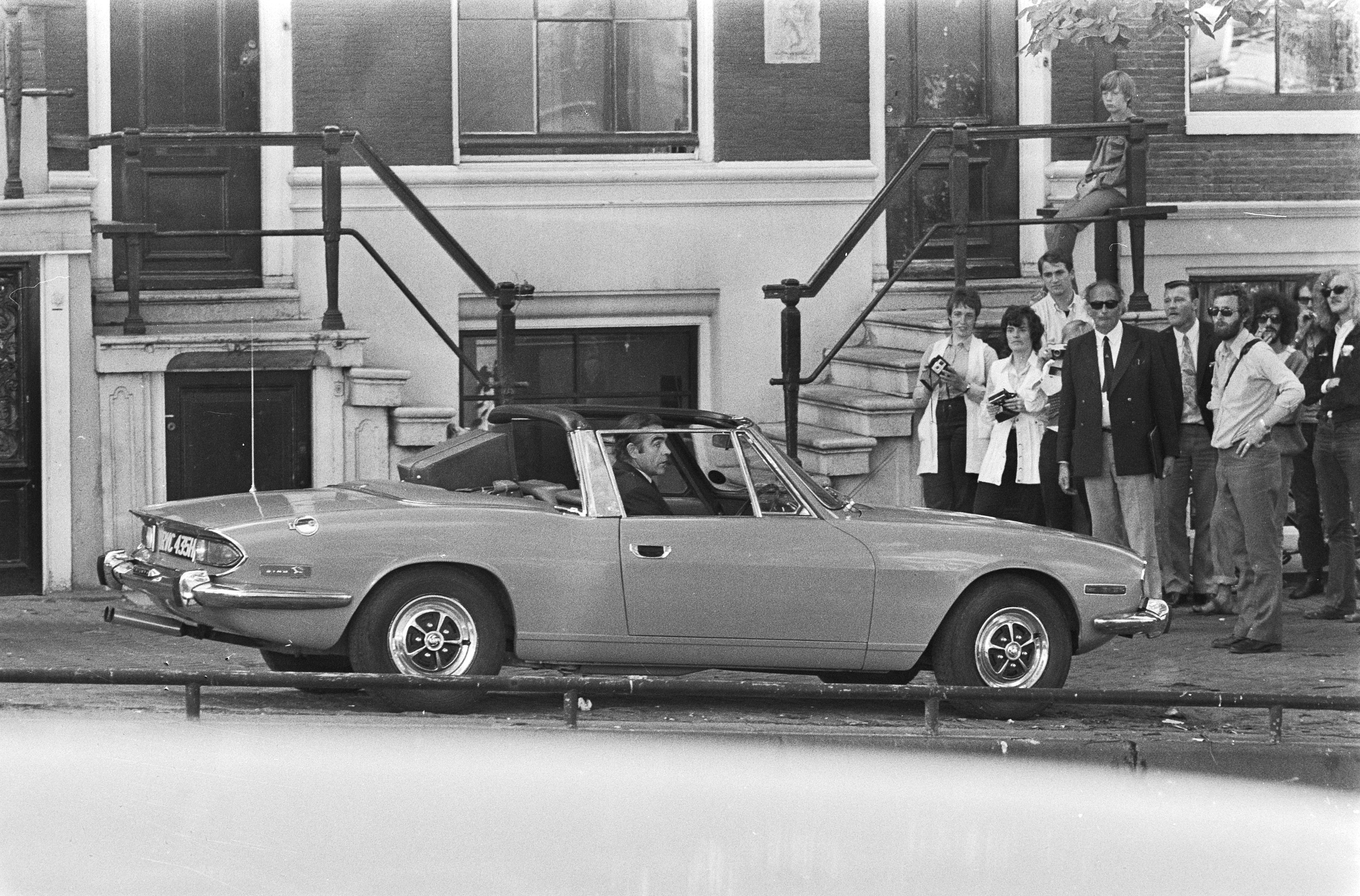
James Bond (Sean Connery) dans le film Les diamants sont éternels de 1971.
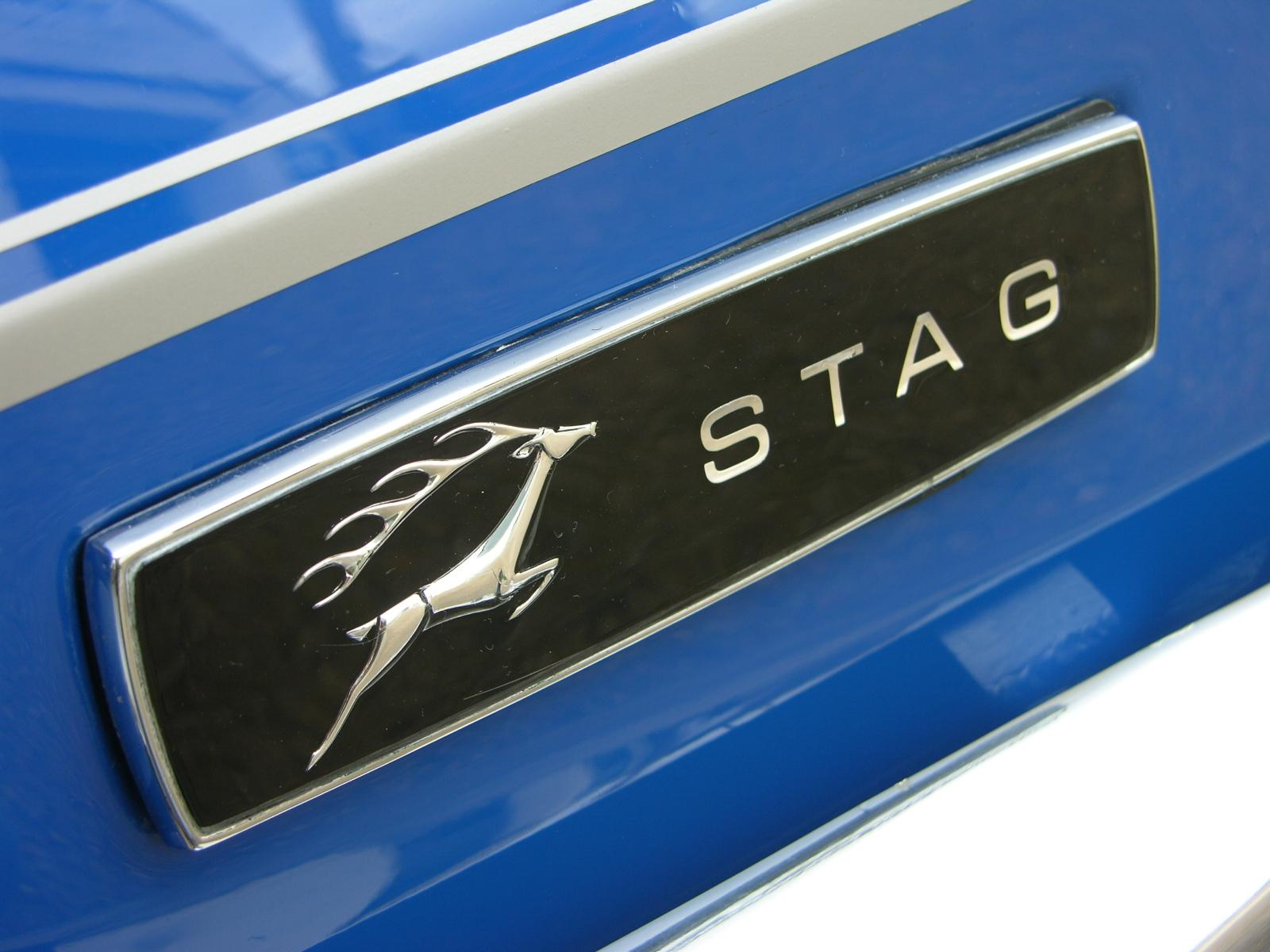

La Triumph Stag est motorisée par un moteur Triumph V8 (en) 3 Litres à arbre à cames en tête (OHC) de 145 ch (127 ch aux USA) spécialement conçu pour ce modèle, dont la fiabilité s'est rapidement avérée problématique avec le temps (à l'origine d'un relatif échec commercial aux USA),. 
Ce modèle est produit en 3 versions par British Leyland (maison mère de Triumph) avec peu de différences et d'évolutions durant ses 7 années de production : 
- Mk I (1971 à 1973)
- Mk II (1973)
- Mk III (1974 à 77)

À titre de promotion publicitaire du modèle et de la marque, un des premiers exemplaires de Stag de série de 1970 est utilisé à titre de véhicules de James Bond dans le film Les diamants sont éternels, de Guy Hamilton, conduite par Sean Connery (James Bond 007). 
Les modèles Triumph TR7 (à moteur 4 cylindres ou V8) et Triumph TR8 (en) (à moteur V8) lui succède avec succès à partir de 1975.

## Au cinéma et télévision
- 1971 : Les diamants sont éternels, de Guy Hamilton, conduite par James Bond 007 [8], joué par Sean Connery (liste des véhicules de James Bond).
- 1971 : Les Chiens de paille, de Sam Peckinpah, conduite par Dustin Hoffman.
- 2024 : The Grand Tour (émission de télévision), dernier épisode n°46, conduite par le journaliste James May pour traverser le Zimbabwe et le Botswana[9].